# Асоціація аудиту і контролю інформаційних систем
Асоціація аудиту і контролю інформаційних систем (ISACA; англ. Information Systems Audit and Control Association) — міжнародна професійна асоціація, орієнтована на ІТ-управління. Об'єднує фахівців в області ІТ-аудиту, ІТ-консалтингу, управління ІТ-ризиками та інформаційною безпекою. Основним завданням асоціації є розробка і формалізація єдиних ефективних підходів до оцінки та управління ІТ-процесами та ІТ-системами.
Асоціація об'єднує більше 115,000 членів в 180-ти країнах, є співавтором поширеного у всьому світі стандарту з ІТ-управління CobiT, а також учасником багатьох інших методологічних проектів в області ІТ.
Місією асоціації є створювати цінність та довіру до інформаційних систем.
Відділення в Україні наразі об'єднує більше 50 ІТ професіоналів, які представляють приватні та державні, місцеві та іноземні організації. Управління асоціацією провадиться не заангажовано по відношенню до будь-яких комерційних інтересів.